# Лудвайс-Айген
Лудвайс-Айген (нем. Ludweis-Aigen) — ярмарочная коммуна (нем. Marktgemeinde) в Австрии, в федеральной земле Нижняя Австрия.
Входит в состав округа Вайдхофен.  Население составляет 1027 человек (на 31 декабря 2005 года). Занимает площадь 51,18 км². Официальный код  —  32212.

## Политическая ситуация
Бургомистр коммуны — Вальтер Цайндль (АНП) по результатам выборов 2005 года.
Совет представителей коммуны (нем. Gemeinderat) состоит из 19 мест.
- АНП занимает 12 мест.
- СДПА занимает 7 мест.